# حوزه انتخابیه سی‌وپنجم تگزاس

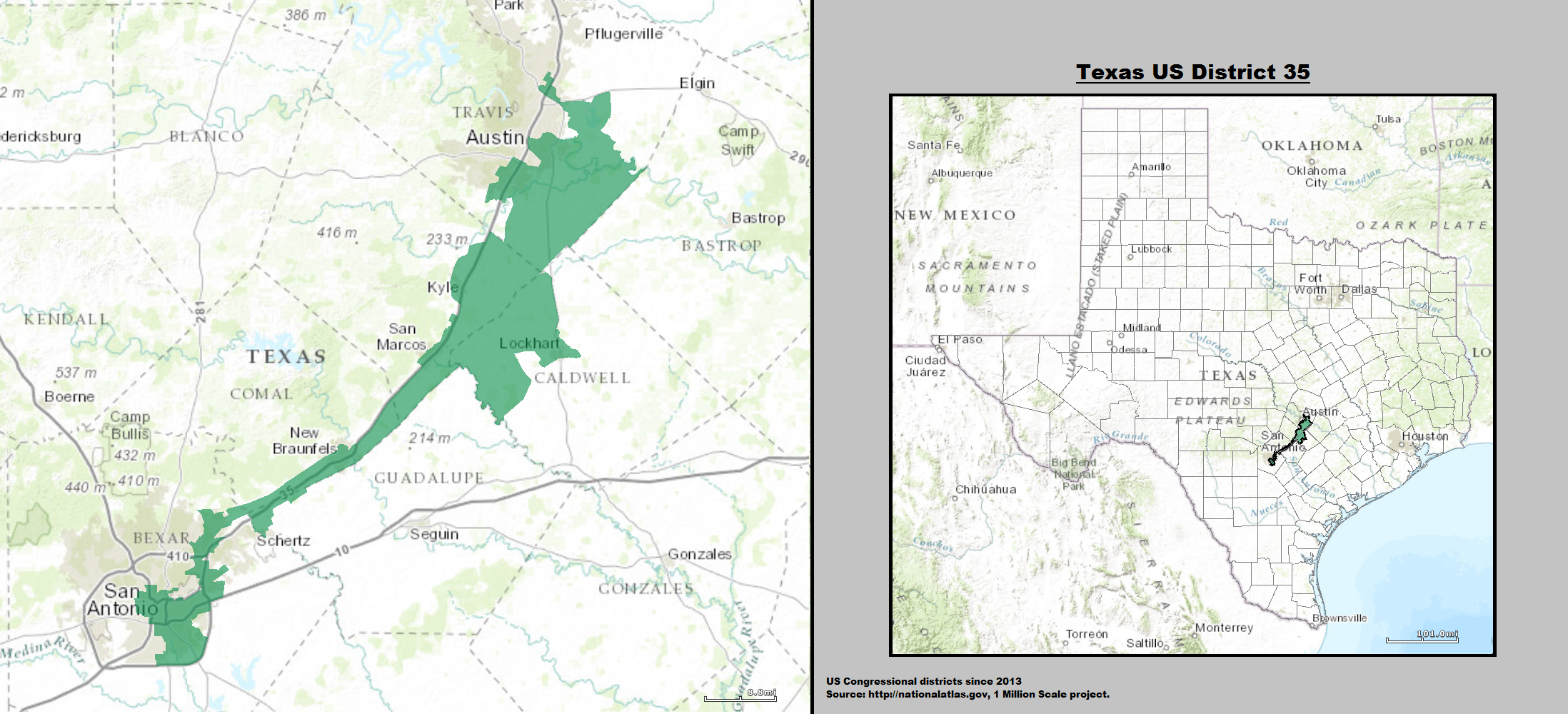
نقشه و علامت گذاری شده مناطق

حوزه انتخابیه سی‌وپنجم تگزاس یک حوزه انتخابیه مجلس نمایندگان آمریکا است که در ایالت تگزاس قرار دارد.